# خورش چغاله‌بادام
خورش چغاله بادام یا خورش چاقاله بادام یکی از خورش است. در طبخ آن از چغاله بادام خرد شده و هسته گرفته شده و سبزیجات مخصوص (جعفری و نعنا) و پیاز داغ و ادویه جات استفاده شده است که با پلو ایرانی مصرف می‌شود.
این خورش را می‌توان با گوشت گوسفند، مرغ یا بدون گوشت طبخ کرد.
این خورش به دلیل داشتن چغاله بادام تازه و آبغوره در ترکیباتش ترش‌مزه است و برای افرادی که به غذاهای ترش علاقه دارند، انتخاب بسیار خوشمزه‌ای است.
مصرف زیاد چغاله بادام با نمک برای زنان باردار، بیماران قلبی و مبتلایان به فشارخون به دلیل نمک بالا توصیه نمی‌شود.

## طرز تهیه
پیاز را به همراه گوشت تفت می‌دهند تا تغییر رنگ دهد. سبزی‌ها را جداگانه سرخ کرده و به گوشت اضافه می‌کنند. آب اضافه کرده و بعد از جوش آمدن، چغاله‌ها را به باقی مواد اضافه می‌کنند. اواخر پخت نمک و فلفل و آبلیمو اضافه کرده و غذا را سرو می‌کنند.